# Lepo je...
Lepo je... je album, ki je izšel leta 1982 pri založbi ZKP RTVL. Gre za kompilacijo, na kateri so zbrani pomembnejši tedanji izvajalci punk rock glasbe slovenske scene: Kuzle, Šund, Buldogi, Indust Bag in Lublanski psi. Leta 2012 je bil v časopisu Dnevnik uvrščen na seznam najboljših slovenskih albumov in je tudi edina kompilacija na tem seznamu.

## Seznam pesmi
| Stran A 1. »Lepo je...« – Kuzle 2. »Smej se« – Kuzle 3. »Ustan idiot!« – Kuzle 4. »Vahid« – Kuzle 5. »Gadavič« – Šund 6. »Bil« – Šund 7. »Komisija za šund« – Šund 8. »Dvign roko« – Šund 9. »V kotu sveta« – Buldogi 10. »Drhal« – Buldogi 11. »Doku« – Buldogi | Stran B 1. »100 dB« – Indust Bag 2. »Ti si stroj« – Indust Bag 3. »Naš sosed« – Indust Bag 4. »Mestna senca« – Indust Bag 5. »Neumni, odpisani in prazni« – Lublanski psi 6. »Za boljši jutri« – Lublanski psi 7. »Kaste za navade« – Lublanski psi 8. »TV(Ečerna revolucija)« – Lublanski psi 9. »Dobro jutro mati« – Lublanski psi 10. »Lepo je... (nadaljevanje in konec)« – Kuzle |

## Zasedba
| - Bojan Lapanja — vokal - Dare Kaurič — kitara - Iztok Turk — bobni - Dule Moravec — bas kitara | - Robi Pajer — vokal - Boris Čibej — kitara - Vojc Česnik — bobni - Zlate Klemenčič — bas kitara | - Robert Vrtovšek — vokal - Aleš Černivec — kitara, vokal - Rok Zupan — kitara, vokal - Damjan Zorc — bobni, vokal - Janez Fifolt — bas kitara, vokal |

| - Andrej Pečarič — vokal, kitara - Goran Jarnevič — vokal, kitara - Bojan Vraničar — bobni - Srečko Kočevar — bas kitara, vokal - Tonček Šturm — orgle | - Mario Šelih — vokal - Ivan Bekčić — kitara - Milan Košir — kitara - Miran Potočki — bobni - Matjaž Gantar — bas kitara | - Jurij Toni — snemanje - Kostja Gatnik — dizajn ovitka (iz knjige Magna Purga "Danes in nikoli več") - Janez Bogataj in Zvone Druškovič — fotografija |